# Gasparo Visconti
Gasparo Visconti (Cremona,  1683 - aldaar, 1730?) was een Italiaans componist van barokmuziek en violist.

## Biografie
Over het leven van Gasparo Visconti is niet al te veel bekend. Bij veel van zijn composities ondertekende hij met de naam "Gasparini" (dit veroorzaakte vaak verwarring omdat deze naam vaak verwisseld wordt met die van Francesco Gasparini (1668-1727), de beroemde operacomponist en leraar. Visconti stamde uit een zeer welgestelde famililie net zoals Tomaso Albinoni en de broers Alessandro Marcello en Benedetto Marcello en hij beoefende het vak van componist louter als hobby. Hij maakte tussen 1702 en 1705 reizen naar Londen waar hij regelmatig optrad als vioolsolist. Naar eigen zeggen was hij vijf jaar lang een leerling van Arcangelo Corelli. Zijn eerstgepubliceerde muziek, de zes vioolsonates op. 1 (Amsterdam, 1703), gedrukt bij Estienne Roger, zijn composities in de typische Corellistijl, dus deze beweringen berusten waarschijnlijk op waarheid. Waar Visconti na 1705 verbleef is onzeker, maar het is duidelijk dat hij in 1713 terugging naar zijn geboortestad. Dit is tevens het jaar waarin zijn dochter werd geboren. Van zijn leven na 1713 is bijna niets bekend, ook de datum van zijn dood is onbekend. Omdat hij de leraar was van violist-componist Carlo Zuccari (1704 - 1792), wordt aangenomen dat hij actief was in Cremona tot zeker 1723, het jaar van Zuccaris vertrek naar Wenen.

## Vriendschap met Giuseppe Tartini
Giuseppe Tartini bezocht hem in Cremona rond 1723 en zou zeer te spreken zijn geweest over zijn talent. Dat zes van zijn concerten werden gepubliceerd in 1730 samen met de concerten van Giuseppe Tartini is misschien een aanwijzing dat hij in 1730 is overleden. In ieder geval is het een aanwijzing van de vriendschap die Tartini had met Visconti. Het is moeilijk een andere reden te bedenken, waarom Tartini de zeer ongebruikelijke stap zou hebben genomen voor het omzetten van zijn eigen opera prima in een bloemlezing van twee componisten werk. 

## Werken
Hieronder een selectie van werken van Visconti:
- 6 Sonates voor viool en basso continuo op. 1 (Amsterdam, 1703), rond 1710 uitgebreid en bekend als Gasperinis Solos
- Een verzameling Airs pour la flûte voor 2 fluiten, op. 2 (Londen, 1703)
- The Third Book for the Violin, met inleding voor beginnende spelers (Londen, 1704)
- 3 Concerten, voor viool en strijkers
- 5 Sonates, voor viool en basso continuo
- 6 Concerti a 5 delli sigr. Giuseppe Tartini e Gasparo Visconti, tevens op. 1 getiteld, (Amsterdam, ca. 1730)

- Bibliothèque nationale de France: cb14844024w (data)
- CiNii: DA13337878
- Gemeinsame Normdatei: 12889640X
- International Standard Name Identifier: 0000 0000 8416 2453
- Library of Congress Control Number: no93030300
- MusicBrainz: e03f50f1-35ab-4dfe-b3ff-30f066b667f0
- Nationale Bibliotheek van Tsjechië: jx20060721006
- Nationale Bibliotheek van Israël: 987007349931405171
- Nederlandse Thesaurus van Auteursnamen: 171645693
- Virtual International Authority File: 120787366
- WorldCat: E39PBJrwXGVqKhpRqdtgYtFHYP